# Harwich (Massachusetts)
Harwich é uma vila localizada no condado de Barnstable no estado estadounidense de Massachusetts. No Censo de 2010 tinha uma população de 12.243 habitantes e uma densidade populacional de 142,67 pessoas por km².

## Geografia
Harwich encontra-se localizado nas coordenadas 41° 40′ 56″ N, 70° 04′ 24″ O. Segundo a Departamento do Censo dos Estados Unidos, Harwich tem uma superfície total de 85.81 km², da qual 54.09 km² correspondem a terra firme e (36.97%) 31.72 km² é água.

## Demografia
Segundo o censo de 2010, tinha 12.243 pessoas residindo em Harwich. A densidade populacional era de 142,67 hab./km². Dos 12.243 habitantes, Harwich estava composto pelo 93.47% brancos, o 1.58% eram afroamericanos, o 0.42% eram amerindios, o 0.68% eram asiáticos, o 0.02% eram insulares do Pacífico, o 1.94% eram de outras raças e o 1.89% pertenciam a duas ou mais raças. Do total da população o 1.45% eram hispanos ou latinos de qualquer raça.